# St. Laurentius (Bimbach)

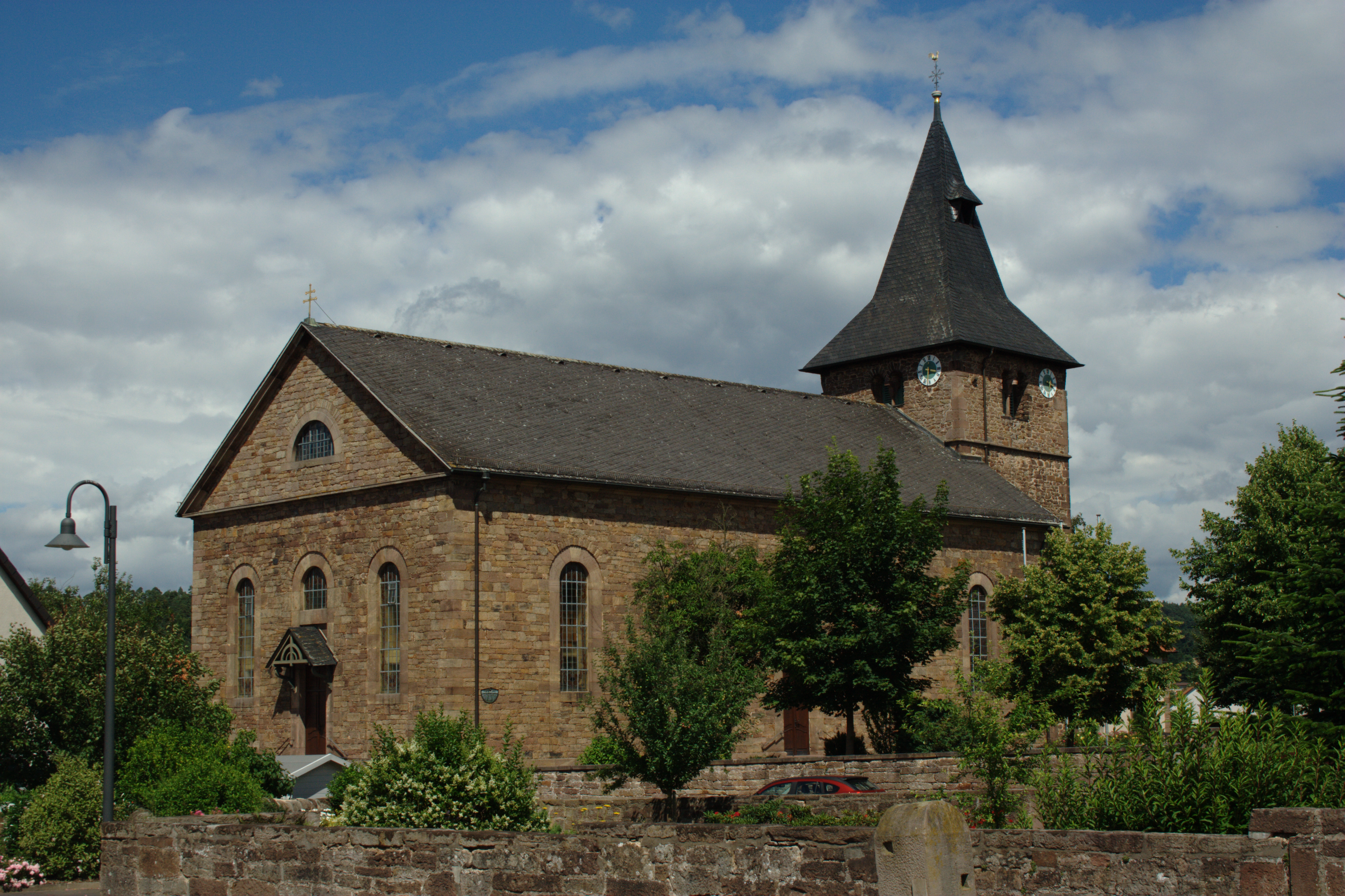
St. Laurentius (Bimbach)

Die römisch-katholische Filialkirche St. Laurentius ist ein denkmalgeschütztes Kirchengebäude, das in Bimbach steht, einem Ortsteil der Gemeinde Großenlüder im Landkreis Fulda (Hessen). Sie ist Filiale der Pfarrei Heilig Kreuz im Fuldaer Land im Dekanat Neuhof-Großenlüder des Bistums Fulda.

## Beschreibung
Die im Rundbogenstil gestaltete Saalkirche wurde am 28. August 1845 eingeweiht. Die mittelalterliche Wehrkirche hatte sich für die wachsende Dorfbevölkerung als zu klein erwiesen und wurde aus diesem Grund 1840 abgerissen. Nur der viergeschossige romanische Chorturm aus dem 13./14. Jahrhundert blieb erhalten. Sein oberstes Geschoss beherbergt die Turmuhr und hinter den als Biforien gestalteten Klangarkaden den Glockenstuhl, in dem vier Kirchenglocken hängen. Dem Turm wurde ein geknicktes Pyramidendach aufgesetzt. Im Erdgeschoss des Turms, das mit einem Kreuzgratgewölbe überspannt und mit mittelalterliche Wandmalereien versehen ist, steht ein Sakramentshaus. Der klassizistisch ausgestattete Innenraum des Kirchenschiff ist mit einem Spiegelgewölbe überspannt. Die Empore ruht auf vier hölzernen Säulen. Das Ölgemälde des Hochaltars stellt den heiligen Sebastian als zweites Patrozinium dar. In den rundbogigen Nischen zwischen korinthischen Säulen der beiden Seitenaltäre stehen eine hölzerne Plastiken eines Marienbildnises und eine des heiligen Laurentius aus der Erbauungszeit. Ebenfalls aus dieser Zeit stammt die Kanzel mit der Heiliggeisttaube. Die Wände zieren mehrere Statuen aus verschiedenen Jahrhunderten. Die aus Holz geschnitzten Kreuzwegstationen wurden erst 1954 eingebaut. Von der ersten Orgel mit 24 Registern, die 1842 Adam Joseph Oestreich begonnen und sein jüngerer Bruder Augustin vollendete, ist nur noch der Prospekt erhalten. Sie wurde 1988 ersetzt durch eine Orgel mit 24 Registern, 2 Manualen und einem Pedal der Johannes Klais Orgelbau.